# Akko
Akko – rodzaj ryb z rodziny babkowatych.

## Klasyfikacja
Gatunki zaliczane do tego rodzaju:
- Akko brevis
- Akko dionaea
- Akko rossi